# مورس بریج (آلاباما)
مورس بریج (به انگلیسی: Moores Bridge) یک منطقهٔ مسکونی در ایالات متحده آمریکا است که در آلاباما واقع شده‌است. مورس بریج ۸۶٫۸۷ متر بالاتر از سطح دریا قرار دارد.